# 埃列娜·邦达尔
埃列娜·邦达尔（羅馬尼亞語：Elena Bondar，1958年11月6日—），罗马尼亚女子赛艇运动员。她曾代表罗马尼亚参加1980年夏季奥林匹克运动会赛艇比赛，获得女子八人单桨有舵手铜牌。